# Xestia semifasciata
Xestia semifasciata là một loài bướm đêm trong họ Noctuidae.